# Burluși, Argeș
Burluși este un sat în comuna Ciofrângeni din județul Argeș, Muntenia, România.